# Åsbergstunneln
Åsbergstunneln är namnet på ett antal tunnlar under Åsberget i Örnsköldsvik, Sverige.
- Åsbergstunneln från 1955 var 1 008 meter lång och byggdes för ett industrispår till Hägglunds och andra industrier i norra Örnsköldsvik. Den stängdes kort efter 2000 för att byggas om till Botniabanans Åsbergstunnel.
- Åsbergstunneln från 2008, som är cirka 1 000 m lång, är en järnvägstunnel längs Botniabanan. Den har byggts i en bättre sträckning än den förra för Botniabanans skull, men går i delvis i samma tunnelrör, som dock har fått utvidgas.
- Den framtida vägtunneln, Åsbergstunneln, som enligt förslag skall byggas för väg E4, så att den kan passera Örnsköldsvik separerat från lokaltrafik, gående, med mera. Dagens E4 går rakt genom centrum. För närvarande (2022) finns den inte med i Trafikverkets planer för de kommande åren, men kommunen försöker locka privata investerare.[1]